# 安吉爾 (伊斯靈頓)
安吉爾是一處歷史地標，包括位於倫敦伊斯靈頓區伊斯靈頓高街及本頓維爾路交界處街角的一系列建築。
地段最初屬於克勒肯維爾修道院並自16世紀起建造了多座不同的建築物。1614年，此處的一所旅館被命名為「安吉爾旅館（Angel Inn）」，並使此地自此以「安吉爾」一名為人熟知。這個地段其後被1756年啓用的新路一分為二。1901年通車的安吉爾站，以及附近的安吉爾地區均以此地命名。
現今坐落於此的建築物落成於1903年，最初為「安吉爾酒店（Angel Hotel）」。J. 萊昂斯公司於1921年購入這幢建築並在此開設餐廳；1935年獲選為英國版地產大亨標準棋盤的物業之一。1959年，建築被售予倫敦郡議會，原被規劃拆卸以進行道路改善工程，但最終未有實行；其後於1979年回復私人業權並於1982年修葺為安吉爾角屋（Angel Corner House）。1998年，威瑟斯本在毗鄰的建築開設了一所名為「安吉爾」的英式酒吧。現為II級法定名錄建築，被用作合作銀行的一處辦公室和分行。